# Jan van Vyve
Jan van Vyve (Brugge, ca. 1542 - Amsterdam, 1606) wordt aanzien als de belangrijkste promotor van het vroege calvinisme in Brugge.

## Levensloop
Jan was een zoon van Cornelius van Vyve († ca. 1556) en van Jacqueline Clievers. Hij trouwde voor de katholieke kerk in 1575 met Jeanne Inghelraeve. Hij behoorde tot de gilde of ambacht van de vleeshouwers en was lid van de Eed in 1575, 1577 en 1579. Hij of een naamgenoot was lid van de Gilde van Onze-Lieve-Vrouwe van Hulsterloo.
Vanaf de jaren zestig behoorde Van Vyve tot de hervormingsgezinden in Brugge. Samen met de drapenier Gillis Bacler en de metselaar Jan Caerle vormde hij een triumviraat dat het consistorie van de calvinistische gemeente in Brugge tot stand bracht en regelmatig vergaderde in de winkel van hoedenmaker Jan van Brabant, achter de Sint-Donaaskathedraal.
Van Vyve speelde er de eerste viool. Tijdens de synode in oktober 1566 in Gent werd het voornemen goedgekeurd om 3 miljoen goudguldens te verzamelen, waarmee godsdienstvrijheid zou worden afgekocht bij koning Filips II van Spanje. In Brugge werd het plan gesteund door Jan van Vyve die opdracht kreeg 8.000 goudguldens bijeen te brengen. Hiervoor belegde hij rond Kerstmis 1566 een bijeenkomst bij Nicolaas Cobrysse, wijnhandelaar in de Vlamingstraat. Een andere hervormingsgezinde, Godefroot Slabbaert, werd er mee gelast aan sympathiserende gefortuneerde Bruggelingen de plaats en datum van de bijeenkomst mee te delen.
Het jaar 1566 was niet alleen dat van de Beeldenstorm maar ook dat van de aankomst van de hertog van Alva en de oprichting van de Raad van Beroerten, die elk vooruitzicht van godsdienstvrede in de kiem smoorde. Van Vyve voelde zich bedreigd en sloeg op de vlucht naar Engeland. Hij verbleef er acht jaar en keerde in het vooruitzicht van betere tijden in 1575 terug en trad weer op als ouderling van de calvinistische gemeente. De toestand veranderde grondig, in het voordeel van de hervormingsgezinden, door het tot stand komen van een calvinistische republiek. In maart 1578 werd Van Vyve aangesteld als lid van de Raad van Achttienmannen, die grotere bevoegdheid kreeg dan de stadsmagistraat. Een enkele maal nam hij een bescheiden functie waar in het stadsbestuur, namelijk als raadslid van september 1581 tot september 1582. Op geloofsvlak nam hij deel aan verschillende synodes die in die jaren plaatsvonden.
Op 19 mei 1578 vertrok Jan van Vyve voor een wekenlange reis naar Leiden en Dordrecht, met als doel in een van die steden een vaste predikant te vinden die bereid was naar Brugge te verhuizen. Ondanks al zijn inspanningen kwam hij onverrichter zake weer naar Brugge. Pas wat later zou men er in slagen vaste predikanten naar Brugge te lokken. 
Einde juni 1584 betekende het einde van de calvinistische republiek. De protestantse eredienst werd praktisch uitgeschakeld en ongeveer alle kerken en bidplaatsen openden opnieuw in dienst van de katholieke eredienst. Jan van Vyve probeerde nog wel een nieuwe calvinistische gemeente op te richten, maar zonder succes, aangezien hij kort daarop zelf door de nieuw aangestelde magistraat werd verbannen. Hij vestigde zich toen met zijn vrouw in Amsterdam. Ze kregen er verschillende kinderen, over wie niets verder is geweten. In 1592 liet hij zich als buitenpoorter van Brugge inschrijven. Mogelijk had hij zich aangegeven als opnieuw katholiek of was het tij reeds zodanig gekeerd dat met de geloofsovertuiging minder rekening werd gehouden. Hij kwam alvast regelmatig naar Brugge terug en was zelfs lid van de eed van de beenhouwers in 1595, 1597 en 1601. Na zijn dood werd zijn staat van goed in Brugge opgemaakt en vermeldde: Civiliter mortuus als over langen tijd gewoont hebbende ende overleden in Ollant, achtergelaten hebbende kynderen die men niet weet waer zij zijn.

## Voetnoot
1. ↑   Stadsarchief Brugge, Staten van goed, nr.627